# شبل بن عباد
شبل بن عباد أبو داود المكي (70 هـ - 151 هـ)، الإمام القارئ المحدث، شيخ قراء مكة المكرمة بعد عبد الله بن كثير المقرئ، كان من أجل أصحابه. ذكره الذهبي في الطبقة الرابعة من حفاظ القرآن الكريم، وذكره ابن الجزري ضمن علماء القراءات.

## سيرته
كان شبل بن عباد من علماء القرآن الكريم ورواة الحديث النبوي في مكة المكرمة في زمانه، حيث أخذ القرآن عرضا عن عبد الله بن كثير المقرئ، وابن محيصن. وأخذ عنه إسماعيل بن عبد الله بن قسطنطين، وابنه داود بن شبل، وعكرمة بن سليمان، وعبد الله بن زياد، وحسن بن محمد، ووهب بن واضح، ومحمد بن سبعون.
وروى عنه القراءة من غير عرض عبيد بن عقيل، وعلي بن نصر، ومحمد بن صالح المري، وأبو حذيفة موسى بن مسعود ويحيى بن سعيد المازني.

## روايته للحديث النبوي
روى عن: الحسن بن مسلم بن يناق، وحميد بن قيس الأعرج، وزيد بن أسلم، وسالم أبي النضر، وسعيد المقبري، وسهيل بن أبي صالح، وأبي قزعة سويد بن حجير، وأبي الطفيل عامر بن واثلة الليثي، وعباس بن سهل بن سعد الساعدي، وأبي الزناد عبد الله بن ذكوان، وعبد الله بن كثير القارئ، وعبد الله بن أبي نجيح، وعبيد الله بن أبي يزيد، وعروة بن عبد الرحمن المدني، وعمر بن أبي سليمان، وعمر بن عبد الرحمن بن محيصن، وعمرو بن دينار، والعلاء بن عبد الرحمن بن يعقوب، والقاسم بن أَبي بزة، وقيس بن الربيع الأسدي - وهو من أقرانه -وقيس بن سعد المكي، وأبي الزبير محمد بن مسلم المكي، ومحمد بن المنكدر، وهشام بن حجير، وهشام بن عروة، وأبي خلف شيخ يروي عن جابر.
روى عنه: إسماعيل بن عبد الله بن قسطنطين، وحبيب بن أبي حبيب كاتب مالك، وحفص بن عبد الرحمن البلخي، وأبو أسامة حماد بن أسامة، وحمزة بن حبيب الزيات، وابنه داود بن شبل بن عباد، وروح بن عبادة، وزيد بن أبي الزرقاء، وسعد بن إبراهيم - ومات قبله - وسعيد بن هاشم، وسفيان بن عيينة، وعبد الله بن الحارث المخزومي، وعباس بن زياد المكي روى عنه القراءة، وعبد الله بن المبارك، وعبيد بن عقيل الهلالي، وعلي بن عاصم الواسطي، وأبو نعيم الفضل بن دكين، والقاسم بن يزيد الجرمي، وقزعة بن سويد بن حجير، ومحمد بن خالد الجندي، ومحمد بن صالح المدني الأزرق روى عنه القراءة، ومسعدة بن اليسع، والمعافى بن عمران الموصلي، وأبو حذيفة موسى بن مسعود النهدي، وهاشم بن مخلد الثقفي المروزي، ويحيى بن أَبي بكير الكرماني، ويحيى بن سليم الطائفي، ويحيى بن العلاء الرازي.

## أقوال العلماء فيه
- قال يعقوب بن سفيان: شبل بن عباد مكي ثقة.[5]
- وقال أبو حاتم الرازي: هو أحب إلي من ورقاء.[6]
- وقال يحيى بن معين: ثقة.
- وقال البخاري عن علي بن المديني: له نحو عشرين حديثا.[7]
- وقال الآجري، عن أبي داود: ثقة، إلا أنه يرى القدر.
- ذكره ابن حبان في ثقاته.[8]
- وقال ابن شاهين: وقال يحيى شبل بن عباد ثقة.[9]
- وقال الدارقطني: ثقة.[10]
- وقال ابن حجر العسقلاني: ثقة، رمى بالقدر.[11]
- قال ابن مجاهد: كانت رياسة الإقراء بعد وفاة ابن كثير لِشِبْلِ بن عباد وقد عرض القرآن أيضا على ابن محيصن.[12]